# Fuori tempo massimo
Fuori tempo massimo (Seconds to Spare) è un film per la televisione statunitense del 2002 diretto da Brian Trenchard-Smith.